# Nada Elfadly
Nada Elfadly, née le 10 février 1991, est une judokate égyptienne.

## Carrière
Évoluant dans la catégorie des moins de 70 kg, elle est médaillée de bronze aux championnats d'Afrique 2015 à Libreville.